# Myrmecodesmus sheari
Myrmecodesmus sheari [=Myrmecodesmus potosinus (Shear, 1973)  är en mångfotingart som först beskrevs av Shear 1973. "Myrmecodesmus potosinus" ingår i släktet Myrmecodesmus och familjen fingerdubbelfotingar. Inga underarter finns listade i Catalogue of Life.